# Juan Bautista Baronio
Juan Bautista Baronio (Argentina, 19 de diciembre de 2003) es un jugador profesional argentino de rugby que se desempeña en la posición de apertura en Dogos XV, equipo perteneciente a la liga Super Rugby Américas.

## Carrera
Baronio comenzó su carrera deportiva con el equipo Jockey Club de Rosario. En 2023 se unió a Dogos XV, donde lleva jugando dos temporadas. También fue parte de la Selección juvenil de rugby de Argentina.